# Echinocolea asprella
Echinocolea asprella là một loài Rêu trong họ Lejeuneaceae. Loài này được (Spruce) Grolle mô tả khoa học đầu tiên năm 1999.